# أيوب القواسمي
أيوب أحمد القواسمي (ولد بالخليل،1965) مجاهد فلسطيني ينتمي لكتائب الشهيد عز الدين القسام الجناح العسكري الجهادي لحركة المقاومة الإسلامية (حماس) من مدينة الخليل جنوب الضفة الغربية، التحق بحركة حماس وهو أحد نشطائها في مدينة الخليل، انضم إلى كتائب الشهيد عز الدين القسام في مطلع التسعينيات.
ويعد القواسمي من أبرز مجاهدي القسّام في الضفة المحتلة، وأصبح مطاردًا للاحتلال في وقتٍ مبكر من العام 1998، وظل متخفيًا ومطاردًا ولم يستطع العدو الصهيوني اعتقاله، والذي يتهمه الاحتلال بالوقوف وراء الكثير من العمليات النوعية في جنوب الضفة، ويكون بذلك قد أمضى 16 عامًا من الملاحقة والمطاردة في سبيل الله ودفعاً عن الوطن.
كان أقدم معتقل سياسي في سجون أجهزة السلطة الفلسطينية (حركة فتح) في الخليل وجنوب الضفة الغربية؛ حيث إنه مع بداية العام 2014 بدأ سنته الرابعة في سجون السلطة.

## في سجن الاحتلال وسجن السلطة الفلسطينية
بعد عدة محاولات فاشلة من قِبل الاحتلال لاعتقال القواسمي، تمكن جهاز مخابرات السلطة الفلسطينية (حركة فتح) من اختطافه من مدينته بالخليل بتاريخ (31-12-2010) ليتحقق ما عجز عنه الاحتلال، ويفرج عنه آخر شهر شباط (فبراير) من العام 2014.